# Crudosilis turkestanica
Crudosilis turkestanica es una especie de coleóptero de la familia Cantharidae.

## Distribución geográfica
Habita en Turquestán.